# Хронологія світових рекордів з бігу на 5000 метрів серед чоловіків (коротка доріжка)
Світові рекорди з бігу на 5000 метрів на короткій доріжці визнаються Світовою легкою атлетикою з-поміж результатів, показаних легкоатлетами на аренах із довжиною кола бігової доріжки до 200 метрів, за умови дотримання встановлених вимог.
Світова легка атлетика почала ратифікацію світових рекордів у цій дисципліні на аренах з короткою доріжкою під дахом (в приміщенні) з 1 січня 1987.
Із 1 листопада 2023 ратифікація світових рекордів у цій дисципліні була поширена також і на результати, які будуть показані на короткій доріжці і просто неба.

## Хронологія рекордів
| Результат                              | Атлет                      | Місто змагань | Дата змагань | Примітки | Відео            |
| -------------------------------------- | -------------------------- | ------------- | ------------ | -------- | ---------------- |
| 13.20,4h (i)                           | Сулейман Ньямбуї Танзанія  | Нью-Йорк      | 06.02.1981   |          |                  |
| 13.10,98 (i)                           | Хайле Гебрселассіє Ефіопія | Зіндельфінген | 27.01.1996   |          |                  |
| 12.59,04 (i)                           | Хайле Гебрселассіє Ефіопія | Стокгольм     | 20.02.1997   |          |                  |
| 12.51,48 (i)                           | Данієль Комен Кенія        | Стокгольм     | 19.02.1998   |          |                  |
| 12.50,38 (i)                           | Хайле Гебрселассіє Ефіопія | Бірмінгем     | 14.02.1999   |          |                  |
| 12.49,60 (i)                           | Кененіса Бекеле Ефіопія    | Бірмінгем     | 20.02.2004   | [ 1 ]    |                  |
| 12.44,09 (i)                           | Грант Фішер США            | Бостон        | 14.02.2025   | [ 2 ]    | Відео на YouTube |
| 0 років, 39 днів від дати встановлення |                            |               |              |          |                  |